# Miguel II Comneno Ducas
Miguel II Comneno Ducas (en griego: Μιχαήλ Β΄ Κομνηνός Δούκας, Mikhaēl II Komnēnos Doukas), a menudo llamado Miguel Ángelo en fuentes narrativas, fue el gobernante de Epiro desde 1230 hasta su muerte en 1266/1268.

## Biografía
Miguel era el hijo ilegítimo de Miguel I Comneno Ducas de Epiro y había ido al exilio después del asesinato de su padre en 1215. Luego de la derrota y captura de su tío Teodoro Comneno Ducas por Iván Asen II de Bulgaria en la batalla de Klokotnitsa regresó a Epiro y se convirtió en el gobernante de la región. No está totalmente claro si reconoció la suprema autoridad de su tío Manuel Comneno Ducas de Tesalónica o de Iván Asen II de Bulgaria. Miguel II consiguió el apoyo de los notables locales al casarse con Teodora Petralifina, y estableció una estrecha relación con el Imperio de Nicea. En 1241 Miguel sucedió a su tío Manuel como gobernante de Tesalia. En 1238, Miguel fue visitado por el patriarca niceno Germano II y en 1249 recibió el título de déspota por el emperador Juan III Ducas Vatatzés.
Las relaciones de Miguel II con Nicea aseguraron su neutralidad durante el conflicto en el cual Juan III Ducas Vatatzés conquistó Tesalónica y penetró en el norte de Grecia en 1244. Sin embargo, cuando se vio obligado a entregar Dirraquio y Servia a los nicenos en 1256, Miguel decidido expandir su estado a expensas de Nicea. Sin embargo, mientras avanzaba hacia Tesalónica, el rey Manfredo de Sicilia tomó Dirraquio y sus alrededores. Resuelto a tomar Tesalónica, Miguel llegó a un acuerdo con Manfredo y le envió a su hija como esposa, cediendo las ciudades perdidas y la isla de Corfú como dote. También firmó una alianza con el príncipe Guillermo II de Villehardouin de Acaya.
Las tropas de los tres aliados invadieron las posesiones nicenas en Macedonia y en 1259 se prepararon para luchar contra el ejército niceno liderado por Juan Paleólogo, hermano del emperador Miguel VIII Paleólogo, en la planicie de Pelagonia. Sin embargo, la operación aliada se vio afectada por la desconfianza mutua y el hijo ilegítimo Miguel Juan Ducas se pasó al enemigo, mientras que el propio Miguel abandonó a sus aliados. Los nicenos infligieron una aplastante derrota sobre el príncipe Guillermo de Acaya, que fue capturado en la batalla. Mientras Miguel huyó a las Islas Jónicas, los nicenos ocuparon Epiro, pero se encontraron con tanta resistencia que se vieron obligados a retirarse. Miguel recuperó sus dominios con la gran ayuda de Manfredo. Luego de otra victoria bizantina en 1264 se vio obligado a aceptar la soberanía nominal de Miguel VIII Paleólogo y fortalecer los lazos de matrimonios dinásticos. Cuando Miguel II murió en 1268 o poco antes, sus dominios fueron divididos entre sus hijos Nicéforo I Comneno Ducas de Epiro y Juan I Ducas de Tesalia.

## Matrimonio y descendencia
Por su matrimonio con Teodora Petralifina (Santa Teodora de Arta), Miguel II tuvo varios hijos, entre ellos:
- Nicéforo I Comneno Ducas, quien sucedió a su padre como gobernante de Epiro.
- Juan Ducas
- Demetrio (renombrado Miguel) Comneno Ducas.
- Helena Ángelo Ducas, quien se casó con el rey Manfredo de Sicilia.
- Ana Comneno Ducas, que se casó con el príncipe Guillermo II de Villehardouin de Acaya, y  después con Nicolás II de Saint Omer, señor de Tebas.

Con una amante, Miguel II tuvo al menos otros dos hijos:
- Juan I Ducas, quien sucedió a su padre como gobernante de Tesalia.
- Teodoro Ducas